# История патриархов Александрийских
История александрийских патриархов — основной источник по истории Коптской православной церкви. Написана на арабском языке на основе арабских, коптских и греческих текстов, была начата Севиром ибн аль-Мукаффа во второй половине X века. Работа была продолжена епископом Михаилом Тиннисским в XI веке на коптском языке и была доведена до 1046 года, затем Мавхубом ибн Мансуром ибн Муфарригом и патриархом Марком III. Усилиями дальнейших продолжателей она была доведена до 1923 года. Считается официальной историей Коптской православной церкви.
Первая часть Истории, известная как Тарик Батарикат аль-Каниса аль-Мисрийя была переведена на английский язык Бэйзилом Эветтсом, остальное — Освальдом Бурместером. Биографии, относящиеся к самому раннему периоду, вероятно, основаны на сведениях из труда Евсевия Кесарийского и коптской традиции. Начиная с VI века они становятся длиннее и часто производят впечатление основанных на свидетельствах современников. История содержит рассказы очевидцев об арабском завоевании Египта, свержении последнего омейядского халифа Марвана II, а также о чудесном перемещении горы Мукаттам Симоном Дубильщиком.
Латинский перевод Истории в 1713 году издал Евсевий Ренодо.

## Издания и переводы
- Heijer, Johannes Den. Mawhüb ibn Manṣǖr ibn Mufarriğ et l'historiographie copto-arabe: Étude sur la composition de l'Histoire des Patriarches d'Alexandrie (фр.). — Louvain, 1989. — (Corpus Scriptorum Christianorum Orientalium, Subsidia 83).
- History of the Patriarchs of the Egyptian Church, Known as the History of the Holy Church According to MS. Arabe 30Z Bibliotheque Nationale, Paris (англ.) / Khater, Antoine; O. H. E. KHS-Burmester. — Cairo, 1974. — Vol. IV.1-2. — (Textes et Documents).
- History of the Patriarchs of the Egyptian Church, Known as the History of the Holy Church of Sawirus ibn al-Mukaffac, Bishop of al-Asmunin (англ.) / Abd al-Masih, Yassa; O. H. E. Burmester; Aziz S. Atiya; Antoine Khater. — Cairo, 1943—1970. — Vol. II-III. — (Textes et Documents).
- History of the Patriarchs of the Coptic Church of Alexandria I-IV (англ.) / Evetts, B.. — Paris, 1906-15. — (Patrologia Orientalis, vol. I.2, I.4, V.1 and X.5). Parts are available online (см. ниже).